# Ornithin-Transcarbamylase
Ornithin-Transcarbamylase (OTC) ist das Enzym, das die Umsetzung von Ornithin zu Citrullin katalysiert. Dies ist ein Teilschritt im Harnstoffzyklus der Wirbeltiere, aber auch bei der Biosynthese der Aminosäure Arginin in allen Lebewesen. In manchen Bakterien wird mit der Umkehrreaktion Arginin abgebaut. Beim Menschen ist OTC vor allem in der Leber und im Dünndarm zu finden. Mutationen im OTC-Gen können zu familiärem OTC-Mangel, und dieser zur Hyperammonämie führen.
OTC-Mangel ist mit 1:14.000 der häufigste Harnstoffzyklusdefekt. Zwei OTC-Varianten waren in einer französischen Studie mit erhöhtem Risiko für Alzheimer-Krankheit assoziiert.
Ferner kann es bei einem angeborenen Mangel unter einer Therapie mit Valproinsäure aufgrund einer Hyperammonämie zu einer Valproinsäure-assoziierten Enzephalopathie kommen.

## Katalysiertes Gleichgewicht
+  ⇔  + Pi
Ein Aminocarbonylrest wird von Carbamoylphosphat auf L-Ornithin übertragen und es entsteht L-Citrullin.